# موریانه‌ای با دندان‌های شیری
موریانه‌ای با دندان‌های شیری یک فیلمِ مستند سلف‌پرتره به کارگردانی بکتاش آبتین است که طی سال‌های ۱۳۹۸ تا ۱۴۰۰ ساخته شده و آخرین فیلم او پیش از مرگ است.
فیلم‌برداری این کار را خود بکتاش، همسرش و فرشید ابراهیمی به عهده داشته‌اند و تدوین آن به عهده حسین توکلی بوده‌است.

## داستان
این فیلم شاید شخصی‌ترین اثر آبتین باشد؛ فیلمی که داستان زندگی او را در فاصلهٔ کوتاه قرنطینهٔ کرونا در جزیرهٔ کیش (به دور از همسرش) تا زندانی شدن او دربرمی‌گیرد.
در این فیلم بکتاش به جزیرهٔ کیش رفته اما به‌علت دوران قرنطینه (به‌خاطر کرونا) نمی‌تواند جزیره را ترک کند. او می‌گوید که همسرش در تهران مانده و نمی‌توانند به هم بپیوندند. بکتاش در این فیلم بخش‌هایی از اشعار خود را می‌خواند و از زندگی خود در شرایط همه‌گیری کووید-۱۹ می‌گوید. وی به این مسئله اذعان می‌کند که «اگر بتواند مقاومت کافی داشته باشد و زنده بماند، باید شش سال از زندگی‌اش را در زندان سپری کند.»

## جوایز
این فیلم توانست درحالی‌که حدوداً ۱۰ ماه از زندانی شدن آبتین می‌گذشت، در دوازدهمین جشن مستقل سینمای مستند ایران، دیپلم افتخار بهترین کارگردانی فیلم مستند نیمه‌بلند را کسب کند.

## نقد و نظر
محبوبه موسوی، منتقد، اعتقاد دارد که بکتاش «در این فیلم به جمع‌بندی تمام چیزهایی می‌پردازد که با آن زندگی کرده‌است و برای آن جنگیده‌است» و آن را از لحاظ ساختاری نیز به کمال رسیدن فیلم‌های پیشین او می‌داند.